# 圣玛蒂诺修道院

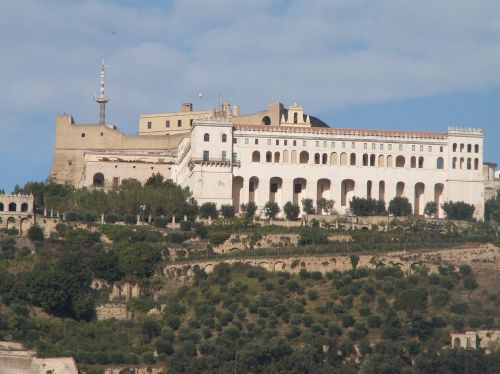
圣马蒂诺博物館

圣马蒂诺修道院（意大利语：Certosa di San Martino）位于意大利南部城市那不勒斯俯瞰那不勒斯湾的沃梅羅山顶，是该市的显著地标之一。
圣马蒂诺修道院曾经是加尔都西会的修道院，奉献给图尔的圣马蒂诺，16世纪上半叶解散，后来在1623年由建築師科西莫·凡扎戈扩建。法国统治时期修道院关闭，现在是一座博物馆，展示西班牙和波旁时期器物，以及据认为世界上最好的圣诞剧展示。 

## 外部連結
- 维基共享资源上的相關多媒體資源：圣玛蒂诺修道院
- 官方网站 （義大利語）

Template:那不勒斯地标